# 희성화학
주식회사 희성화학(영어: Heesung Chemical LTD.)은 희성그룹 계열의 건축 및 포장자재 제조, 정밀화학 제품제조 기업이다.

## 연혁
- 1977년 7월 '(주)대가흥업' 설립
- 1989년 10월 '원광공업(주)'로 상호 변경
- 1991년 12월 청주공장 신설
- 1993년 11월 '(주)원광'으로 상호 변경
- 1996년 1월 3일 주식회사 희성화학으로 상호 변경
- 1997년 2월 1일 본사 이전 (창원-> 청주)
- 2010년 9월 1일 희성화학 러시아 법인 설립

## 제품
- 포장자재
- 건축자재
- 광고재
- 전자재료
- 정밀화학
- 화장품